# Lista de filmes portugueses de 1987
Lista de filmes portugueses de longa-metragem lançados comercialmente em Portugal em 1987, nas salas de cinema.
Notas: Na secção coprodução, passando o cursor sobre a bandeira aparecerá o nome do país correspondente.
| # | Filme                    | Realização                | Género                   | Estreia        | Coprodução  |
| - | ------------------------ | ------------------------- | ------------------------ | -------------- | ----------- |
| 1 | Balada da Praia dos Cães | José Fonseca e Costa      | Drama, crime, mistério   | 12 de março    | Espanha     |
| 2 | Duma Vez por Todas       | Joaquim Leitão            | Drama, romance, mistério | 7 de maio      | —           |
| 3 | Mon Cas                  | Manoel de Oliveira        | Drama                    | 8 de maio      | França      |
| 4 | Odisseus                 | Sério Fernandes           | Documentário             | 16 de junho    | —           |
| 5 | Point de Fuite           | Raul Ruiz                 | Drama                    | 24 de março    | França      |
| 6 | O Querido Lilás          | Artur Semedo              | Comédia                  | 13 de novembro | —           |
| 7 | Repórter X               | José Nascimento           | Drama, crime             | 22 de maio     | —           |
| 8 | Rocinante                | Ann Guedes Eduardo Guedes | Drama                    | 27 de novembro | Reino Unido |